# Autocrație
Autocrația este un sistem de guvernare în care puterea absolută este deținută de conducător, cunoscut sub numele de autocrat. Aceasta include majoritatea formelor de monarhie și dictatură, fiind în contrast cu democrația și feudalismul. Există diferite definiții ale autocrației. Autocrația se poate restrânge la un singur individ sau se poate aplica, de asemenea, la autocrația unui grup de conducători care dețin puterea absolută. Autocratul deține control total asupra exercitării libertăților civile în cadrul autocrației, alegând în ce circumstanțe pot fi exercitate, dacă este cazul. De asemenea, guvernele pot asocia elemente de autocrație și democrație, formând o anocrație. Conceptul de autocrație a fost recunoscut în filosofia politică încă din cele mai vechi timpuri.
Autocrații mențin puterea prin represiunea politică împotriva opoziției și recrutarea altor membri influenți sau puternici ai societății. Publicul larg este controlat prin îndoctrinare și propagandă. Unele autocrații stabilesc legislaturi, alegeri neloiale sau arată procese pentru a exercita în continuare controlul, prezentând în același timp aparența de democrație. Singurele limite ale guvernării autocratice sunt considerațiile practice în menținerea regimului. Autocrații trebuie să păstreze controlul asupra elitelor dar trebuie să împiedice orice alt individ sau grup să obțină putere sau influență semnificativă. Provocările interne sunt cele mai semnificative amenințări cu care se confruntă autocrații, deoarece pot duce la o lovitură de stat.
Autocrația a fost printre primele forme de guvernare. A început ca despotism, care a existat în întreaga lume antică sub formă de căpetenie, orașe-stat și imperii. Monarhia a fost forma predominantă de autocrație pentru cea mai mare parte a istoriei. Dictatura a devenit mai comună în secolul al XIX-lea, începând cu caudillos din America Latină și imperiile lui Napoleon I și Napoleon al III-lea în Europa. Dictaturile totalitare s-au dezvoltat în secolul al XX-lea odată cu apariția statelor fasciste și comuniste. De la dizolvarea Uniunii Sovietice în 1991, dictaturile autoritare și populiste au devenit cea mai comună formă de autocrație.
Concepția absolutistă a suveranității a definit monarhia absolută a lui Ludovic al XIV-lea din Franța secolului al XVII-lea, dar termenul se aplică în special regimului autocratic al țarilor din Rusia, a căror putere nu a fost condiționată teoretic de niciun organism intermediar, legi, tradiții sau obiceiuri și practici pe care ar fi trebuit să le respecte.
În republicanism se consideră sinonime autocrația cu monarhia (care înseamnă "guvernarea unuia singur"), deși acest concept nu este adecvat pentru a caracteriza monarhiile constituționale moderne, care sunt parlamentare sau limitate.
Utilizarea sa cea mai comună este ca un parametru de participare la puterea politică, spre deosebire de altele ca oligarhia sau de democrația.
„Democrația este o structură de putere construită de jos în sus, autocrația organizează [și conduce] statul de sus în jos.”—Hermann Heller

## Structura Politică
De-a lungul istoriei, au fost multe încercări de a se defini structura politică a autocrației. În mod tradițional, presupune un singur conducător nerestricționat, cunoscut sub numele de autocrat, deși o guvernare ne-democratică nerestricționată de către un grup poate fi, de asemenea, definită ca autocratică. Autocrația se distinge de alte forme de guvernare prin puterea autocratului de a reprima libertățile civile ale oamenilor și de a alege ce libertăți pot exercita aceștia. Este diferită de democrație și feudalism, iar autocrația modernă este adesea definită ca un guvern nedemocratic oarecare. Ca și în cazul tuturor formelor de guvernare, autocrația nu are limite clar definite și se poate intersecta cu alte forme de guvernare. Deși autocrația cuprinde de obicei o țară întreagă, uneori se poate desfășura la nivel subnațional sau local, chiar și în țări cu un guvern mai democratic.
Autocrațiile impun puține limite asupra puterii autocratului, iar orice instituție formală care există creează doar o responsabilitate limitată. Pentru a menține puterea, un autocrat trebuie să aibă sprijinul elitelor care dețin influență în țară. Cantitatea de control direct pe care un autocrat îl exercită poate varia. Pe măsură ce un guvern autocratic își consolidează domnia, se dezvoltă instituții mai puternice pentru a îndeplini dorințele autocratului. Aceste instituții sunt necesare pentru menținerea controlului în stat.
Autocrații trebuie, de asemenea, să echilibreze afilierea pe care o au elitele regionale asupra jurisdicției lor; prea puțin poate împiedica o guvernare eficientă, în timp ce prea mult poate determina elita să favorizeze interesele populației în detrimentul intereselor autocratului. Unele autocrații folosesc o legislatură aleasă care are o capacitate limitată de a verifica puterea autocratului, deși acestea nu sunt formate prin alegeri libere și corecte. Aceste legislaturi pot fi, de asemenea, predispuse la corupție și pot fi influențate de autocrat în schimbul unui tratament preferențial.
Alte instituții, cum ar fi o justiție independentă sau o societate civilă activă, pot limita, de asemenea, puterea autocratului.
Unele autocrații pun accentul pe o familie conducătoare mai degrabă decât pe un singur autocrat. Acesta a fost cazul în majoritatea monarhiilor. Astfel de aranjamente permit căsătoriile regale, care pot uni autocrațiile prin uniuni dinastice. Dictaturile personaliste pot da, de asemenea, o semnificație familiei conducătoare printr-un cult al personalității, un exemplu relevant fiind familia Kim din Coreea de Nord.

## Origine și Dezvoltare

### Formare
Cele mai vechi autocrații s-au format acolo unde anterior nu exista un guvern centralizat. Dezvoltarea inițială a unei autocrații se datorează eficienței sale asupra anarhiei, deoarece oferă securitate. Mancur Olson a introdus termenul de „bandiți staționari” pentru a descrie metoda de control asociată cu autocrația. Conform acestei definiții, autocrații văd investiții pe termen lung în societatea pe care o exploatează și caută să o îmbunătățească.
Douglass North, John Joseph Wallis și Barry R. Weingast descriu autocrațiile drept ordine de acces limitat care decurg din această nevoie de a avea control asupra violenței. Spre deosebire de Olson, acești experți asimilează primele autocrații ca o organizație formată din mulți conducători. Ei descriu procesul de formare a statului autocratic ca un proces de negociere între conducătorii cu acces la violență. Pentru ei, acești indivizi formează un grup dominant care își acordă reciproc privilegii precum accesul la resurse. Pe măsură ce violența reduce chiriile, membrii grupului dominant au stimulente să coopereze și să evite lupta. Un acces limitat la privilegii este necesar pentru a evita competiția între membrii grupului dominant.
Există o mare varietate între tipurile de state care devin autocratice. Nici dimensiunea unui stat, puterea sa militară, succesul său economic sau atributele sale culturale nu afectează în mod semnificativ dacă este probabil ca statul să fie autocratic. Este mai probabil să se formeze autocrația în populațiile eterogene, deoarece există o anumită inegalitate între membrii populației. Autocrațiile formate în aceste condiții sunt adesea mai volatile din aceleași motive.

### Stabilitate și succesiune
Autocrațiile se confruntă cu provocări la adresa autorității lor din mai multe părți, inclusiv cetățenii, opoziția politică și neloialitatea internă din partea elitelor. Deoarece autocrații trebuie să-și împartă puterea cu elitele statului aceste elite sunt cea mai mare amenințare pentru un autocrat. Majoritatea guvernelor autocratice sunt răsturnate de o lovitură de stat, iar cele mai multe sunt succedate de un alt guvern autocratic. Aceste noi guverne sunt de obicei un tip diferit de autocrație sau o variantă mai slabă de același tip.
În timp ce sprijinul popular pentru o revoluție este necesar pentru a răsturna un guvern autocratic, majoritatea revoltelor sunt însoțite și de sprijin intern din partea elitelor care cred că nu mai este în interesul lor să susțină autocratul. Răsturnarea unui guvern autocratic doar prin revoltă populară este inexistentă de-a lungul istoriei. Totuși, sprijinul popular pentru democrație este un indicator semnificativ al provocărilor la adresa guvernării autocratice. Modernizarea este adesea asociată cu un sprijin mai puternic pentru democrație, deși eșecul în a oferi acest lucrur reduce și sprijinul pentru regimul autocratic. Revolta populară este cel mai probabil să aibă loc în perioadele de reformă. Reforma guvernamentală poate oferi un impuls pentru o opoziție mai puternică. Când o revoltă devine probabilă, un autocrat poate acorda drepturi civile, redistribuie bogăția sau poate abdica complet de la putere pentru a evita violența.
Unele autocrații folosesc succesiunea ereditară în care un set de reguli determină cine va fi următorul autocrat. În caz contrar, un succesor poate fi ales manual, fie de către autocrat, fie de o altă instituție guvernamentală. Succesorii predeterminați sunt stimulați să răstoarne și să înlocuiască autocratul. Alte autocrații nu au un succesor desemnat, o luptă pentru putere avand loc la moartea sau înlăturarea autocratului. Aceste metode de succesiune reprezintă distincția între conducerea monarhică și conducerea dictatorială; monarhiile folosesc un sistem de succesiune stabilit, cum ar fi succesiunea ereditară, în timp ce dictaturile nu. Regula autocratică este cea mai instabilă în timpul succesiunii de la un autocrat la altul. Ordinele de succesiune permit o tranziție mai pașnică a puterii, dar împiedică verificarea semnificativă a succesorilor pentru competență sau forță.

### Legitimitate

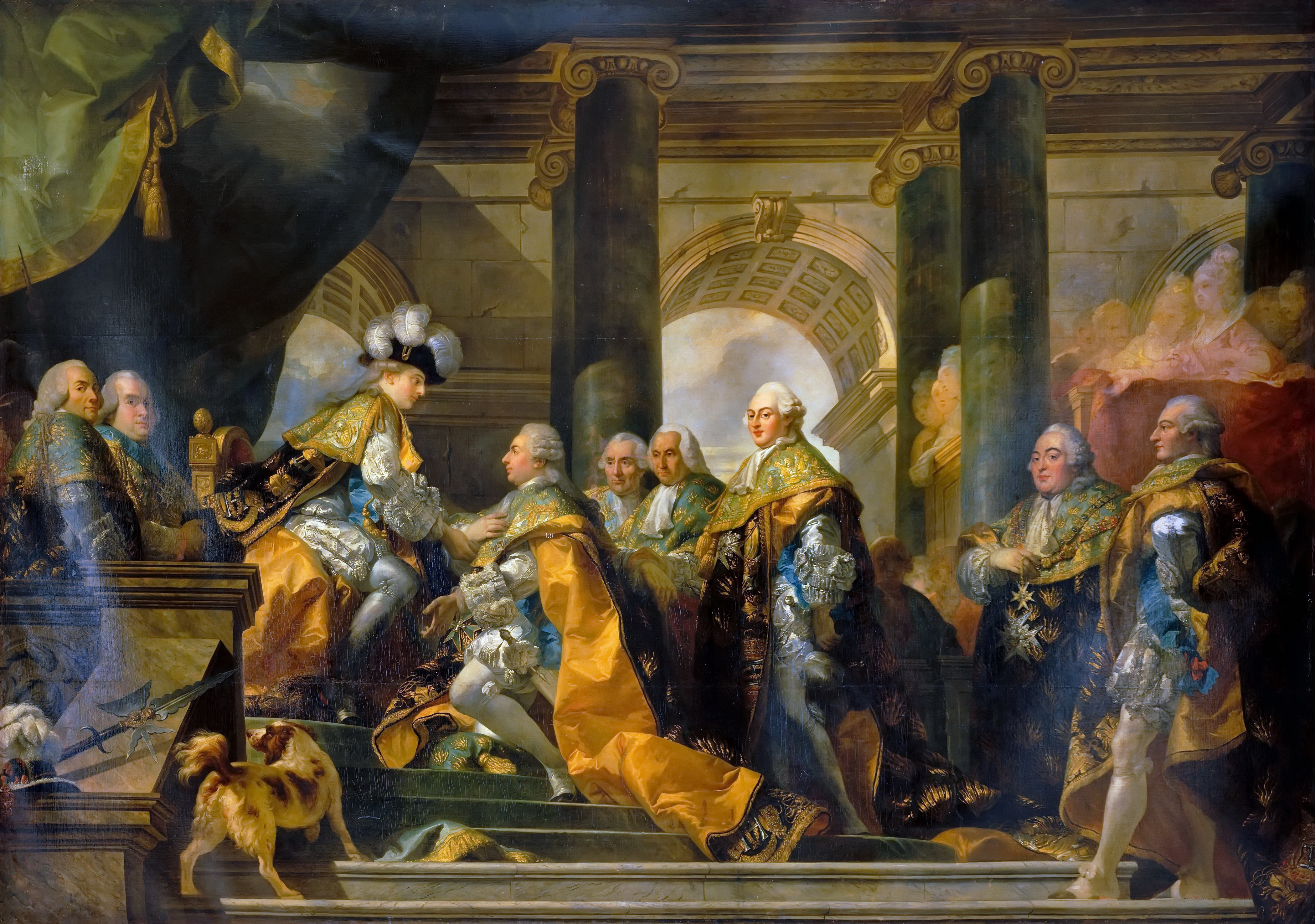
Încoronarea lui Ludovic al XVI-lea al Franței.

Autocrații pot pretinde că au legitimitate în cadrul unui cadru legal sau pot exercita influență doar prin forță. Opinia cu privire la legitimitatea unui guvern autocrat poate varia, chiar și în rândul populației sale. Guvernele autocratice acceptate de către alte state sunt mai capabile să-și convingă propriile populații de legitimitatea lor.
Din punct de vedere istoric, cea mai comună revendicare a legitimității este dreptul de naștere într-o autocrație care folosește succesiunea ereditară. Guvernele teocratice fac apel la religie pentru a-și justifica conducerea, argumentând că liderii religioși trebuie să fie și lideri politici. Când un guvern autocratic are o ideologie de stat, aceasta poate fi folosită pentru a justifica conducerea autocratului. Acest lucru este cel mai frecvent în guvernele comuniste.

## Tipuri de autocrație

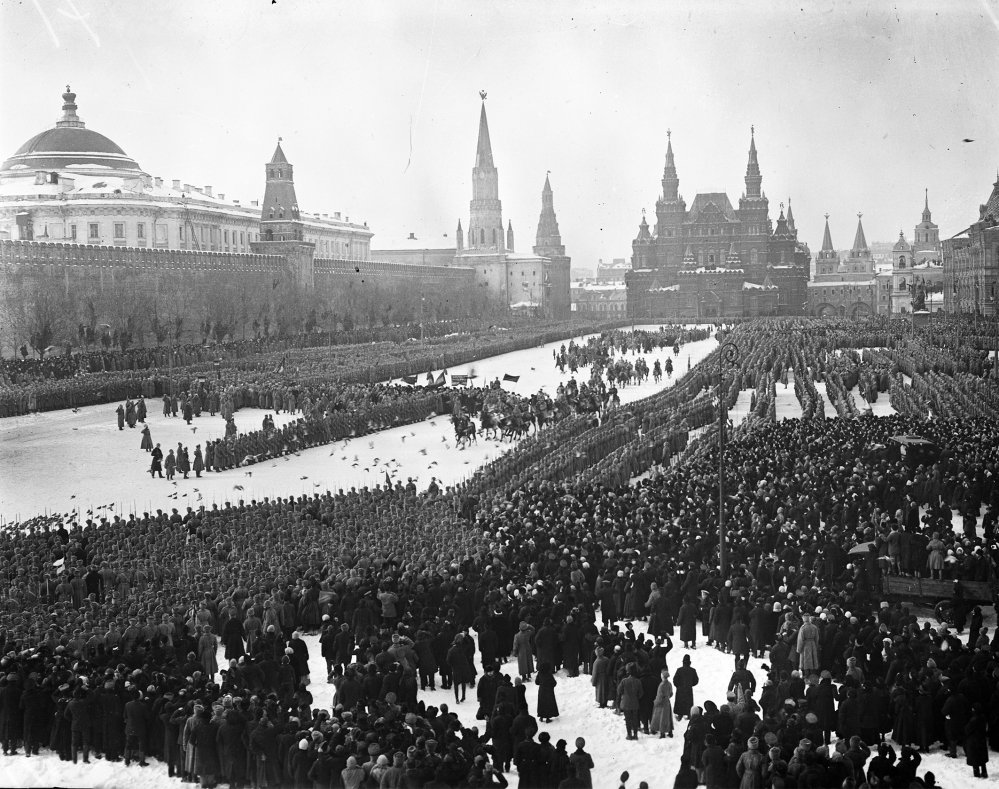
Revoluția Rusă a dus la înlocuirea Imperiului Rus autocratic cu Uniunea sovietică autocratică.

Autocrația cuprinde majoritatea formelor nedemocratice de guvernare, inclusiv dictaturile și monarhiile. Din punct de vedere istoric, monarhiile au fost cele mai comune dintre aceste tipuri, dictatura fiind mai comună în epoca modernă.
Guvernele autocratice sunt clasificate ca totalitare atunci când controlează direct viața cetățenilor. Guvernele totalitare nu permit pluralismul politic sau cultural. Totuși, se așteaptă ca cetățenii să se dedice unei singure viziuni ideologice și să-și demonstreze sprijinul față de ideologia statului. Guvernele totalitare sunt revoluționare, căutând să reformeze radical societatea și sunt adesea împotriva unor grupurilor de opoziție care nu respectă viziunea statului. Totalitarismul este asociat cu statele comuniste și cu Germania Nazistă. Guvernele autoritare mențin controlul asupra unei națiuni doar prin represiune și opoziție controlată. Acestea includ majoritatea monarhiilor tradiționale, dictaturile militare și statele de partid dominante.
O autocrație absolută poate fi denumită despotism, în care autocratul guvernează prin control personal, fără instituții semnificative. Acestea erau cele mai frecvente în societățile preindustriale.  Sultanismul este un tip de dictatură personalistă în care o familie conducătoare se integrează direct în stat printr-un cult al personalității, unde își menține controlul prin recompense forță împotriva opoziției. În aceste regimuri, nu există o ideologie sau un sistem juridic, iar statul servește doar pentru a aduce îmbogățirea liderului. Tirania și absolutismul, pot fi, de asemenea, asociate cu variații ale autocrației.
Deși autocrațiile restricționează adesea drepturile civile și politice, unele pot permite exercitarea limitată a unor drepturi. Aceste autocrații acordă o reprezentare moderată opoziției politice și permit exercitarea unor drepturi civile, mai puține decât cele asociate cu democrația. Acestea sunt în contrast cu autocrațiile închise, care nu permit exercitarea acestor drepturi. Au fost definite mai multe forme de guvernare semi-autocratică în care guvernele îmbină elemente de democrație și autocrație. Acestea includ autocrația limitată, semi-autocrația, autocrația liberală, autocrația semiliberală și autocrația electorală. Aceste guverne pot începe ca guverne democratice și apoi devin autocratice pe măsură ce liderul ales preia controlul asupra instituțiilor. În schimb, guvernele autocratice pot trece la democrație printr-o perioadă de guvernare semi-autocratică.

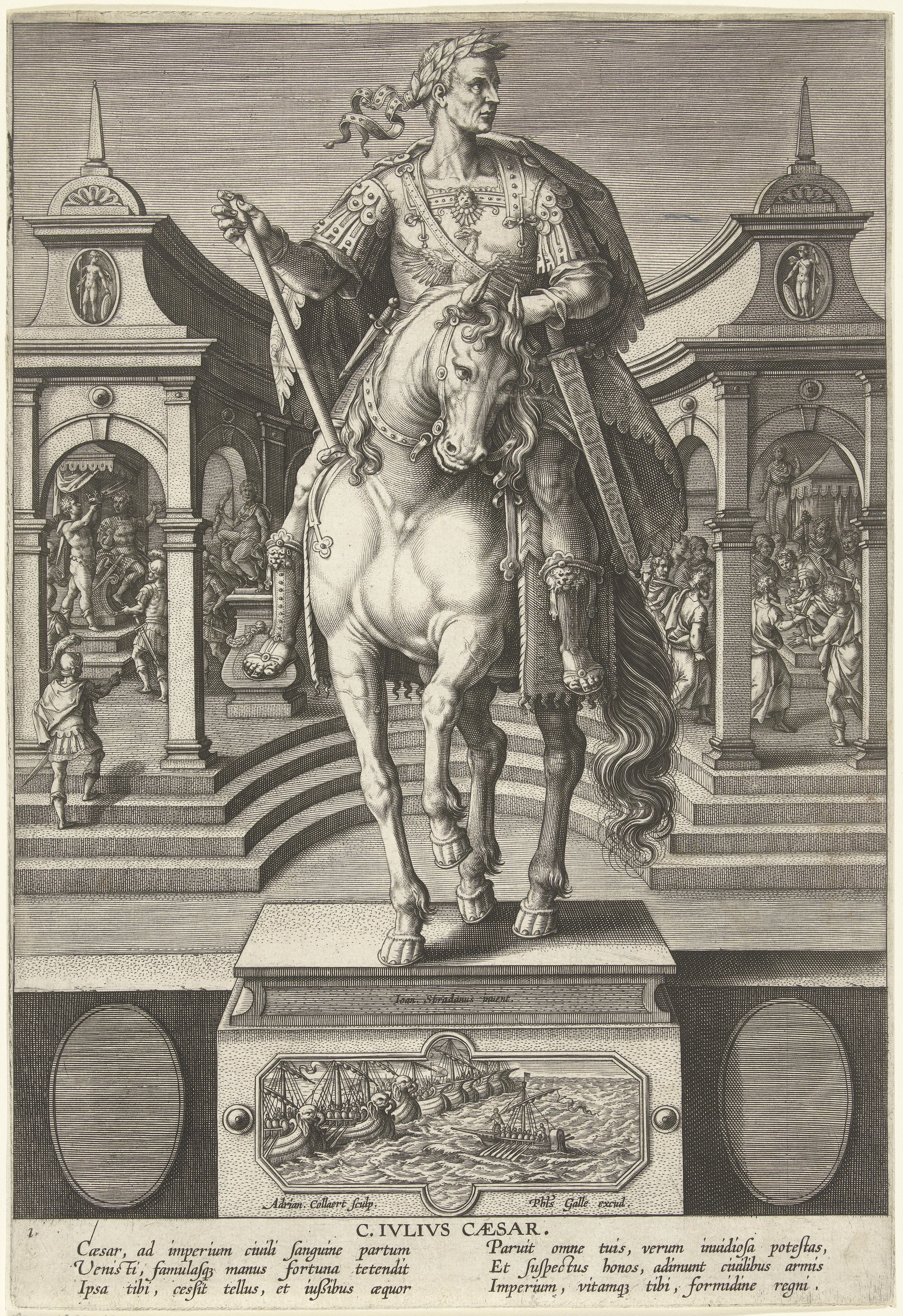
Iulius Cezar

## Istoric

### Primele forme
Autocrația a fost forma principală de guvernare pentru cea mai mare parte a istoriei omenirii. Una dintre cele mai vechi forme de guvernare a fost căpetenia care s-a dezvoltat în societățile tribale, care datează din neolitic.  Căpeteniile sunt colecții regionale de sate conduse de șeful tribului. Ele sunt o formă de guvernare care provine din societăți care anterior nu aveau o autoritate centralizată. Șefii istorici dețineau adesea doar o putere slabă asupra căpeteniei, dar au avut tendința către autocrație.
Primele stateau fost formate de stăpânii războinici care domneau asupra teritoriului cucerit. Primele state au fost orașele-stat din Mesopotamia antică, care s-au dezvoltat pentru prima dată în jurul secolului 35 î.Hr. Aceste state au fost conduse de regi care erau atât lideri politici cât și religioși. Acestea au fost urmate de primul imperiu, Imperiul Akkadian, când au fost cuceriți de Sargon din Akkad în secolul 24 î.Hr. Îmbinarea stăpânirii autocratice cu semnificația religioasă a continuat sub Imperiul Akkadian. Egiptul Antic a existat, de asemenea, ca un guvern autocratic pentru cea mai mare parte a istoriei sale.
China a fost supusă stăpânirii autocratice aproape fără întrerupere, de când vechea sa societate feudală a fost înlocuită de Dinastia Qin în 221 î.Hr. Orașele-stat din Grecia Antică erau adesea conduse de tirani. Republica Romană a introdus conceptul de dictator roman care va fi inclus temporar cu putere necontrolată pentru a restabili stabilitatea în perioadele de criză. Această dictatură temporară a fost în cele din urmă terminată de Iulius Cezar când a devenit dictator pe viață în 44 î.Hr., punând capăt Republicii Romane și creand Imperiul Roman autocratic.
Câteva dictaturi militare vechi s-au format în Asia de Est în timpul erei post-clasice. Acestea includ stăpânirea regatului Goguryeo de către Yeon Gaesomun în anul 642 și regimul militar Goryeo început în anul 1170. Monarhiile parlamentare au devenit comune în secolul al XIII-lea. Țările europene s-au îndepărtat de feudalism și s-au îndreptat către monarhia centralizată ca formă principală de guvernare în secolul al XIV-lea.

### Era modernă

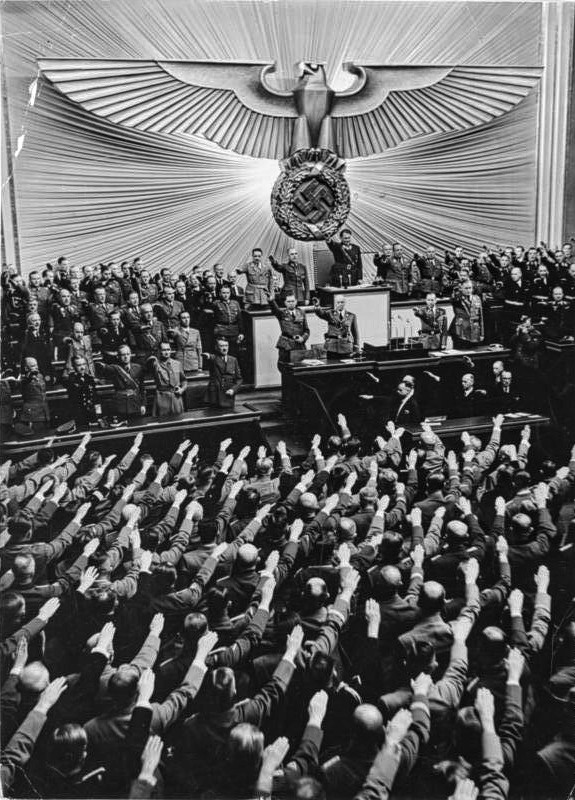
Membrii Partidului Nazist îl salută pe Adolf Hitler în 1940.

Absolutismul a devenit mai comun în monarhiile europene la începutul secolului al XVI-lea, pe măsură ce continentul se lupta cu conducerea slabă și conflictele religioase. Legislaturile din această perioadă au fost adesea adaptate pentru a impune dorințele regelui. Acest lucru a fost uneori justificat prin dreptul divin al regilor, în special în regatele Angliei și Franței.
Ideea dictaturii ca formă de guvernare tiranică s-a dezvoltat pentru prima dată în secolul al XVIII-lea, pe măsură ce republicanismul a devenit o ideologie proeminentă. Revoluția franceză a marcat o schimbare semnificativă în această percepție, deoarece revoluționarii și-au justificat acțiunile ca un mijloc de combatere a tiraniei. Monarhiile europene s-au îndepărtat de autocrație în secolul al XIX-lea, odată cu creșterea puterii legislative. În America Latină din secolul al XIX-lea, conducătorii regionali cunoscuți sub numele de caudillos au preluat puterea în mai multe națiuni.
Secolele al XIX-lea și al XX-lea au dus la declinul monarhiilor tradiționale în favoarea statelor moderne, multe dintre ele dezvoltate ca autocrații. Problemele cauzate de Primul Război Mondial au dus la o schimbare amplă a guvernării în Europa și multe națiuni s-au îndepărtat de monarhiile tradiționale. Majoritatea monarhilor europeni au fost deposedați de puterile lor sau au fost înlocuiți în întregime în favoarea republicilor. Totalitarismul s-a dezvoltat pentru prima dată ca formă de autocrație în perioada interbelică. Aceasta a dus la instaurarea unor dictaturi fasciste, comuniste și militare în toată Europa.
Statul comunist s-a dezvoltat pentru prima dată ca o nouă formă de autocrație după Revoluția Rusă. Acest tip de guvernare autocratică a impus controlul totalitar asupra cetățenilor săi printr-un partid de masă. În timp ce alte forme de dictatură europeană au fost dizolvate după Al Doilea Război Mondial, comunismul a fost întărit și a devenit baza mai multor dictaturi din Europa de Est. Statele comuniste au devenit modelul principal de guvernare autocratică la sfârșitul secolului al XX-lea.
Declinul autocrației în Europa de Vest a afectat guvernarea autocratică în alte părți ale lumii prin colonizare. Regiunile cu state autocratice puternice din punct de vedere istoric au putut rezista colonizării europene. Societățile fără stat au fost colonizate cu ușurință de națiunile europene și, ulterior, au adoptat democrația și guvernul parlamentar. Puterea autocrației în politica globală a fost redusă semnificativ la sfârșitul Războiului Rece odată cu dizolvarea Uniunii Sovietice în 1991, dar a cunoscut o renaștere în următoarele decenii prin puteri precum China, Iran, Rusia și Arabia Saudită. Căderea regimurilor totalitare a făcut ca autoritarismul să devină forma predominantă de autocrație în secolul XXI.

## Activitatea politică

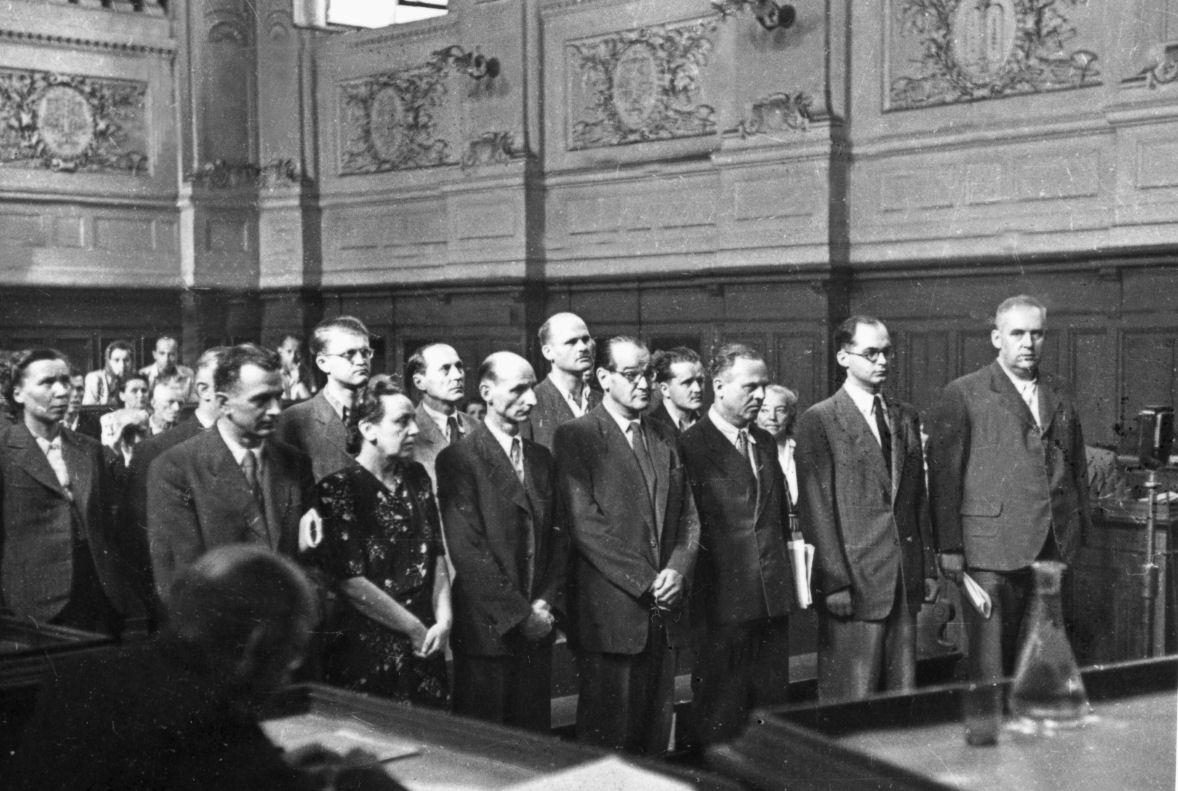
Procesul Nagode, un proces din 1947 în Slovenia.

Represiunea politică este metoda principală prin care autocrații păstrează regimul și previn pierderea puterii. Această represiune poate avea loc prin intimidarea unei potențiale opoziții sau poate implica violență directă. Guvernele autocratice se angajează în cooptare, în care oamenii influenți primesc beneficii de la regim în schimbul sprijinului lor. Constrângerea acestor elite este de obicei mai eficientă pentru autocrat decât intimidarea lor prin violență. Partidele politice sunt o metodă comună de cooptare și constrângere, deoarece oferă un mecanism pentru a controla membrii guvernului. Guvernele autocratice controlate printr-un partid politic durează în medie mai mult.
Controlul asupra publicului este menținut prin îndoctrinare și propagandă. Liderii autocrați fac adesea apel la oameni prin sprijinirea unei mișcări politice, etnice sau religioase specifice.
Diferitele forme de guvernare autocratică creează variații semnificative în politica lor externă. În general, guvernele autocratice au mai multe șanse să intre în război decât guvernele democratice. Autocrațiile totalitare exercitat istoric militarism și expansionism după consolidarea puterii, în special în guvernele fasciste. Acest lucru permite autocrației să-și răspândească ideologia de stat, iar existența adversarilor străini îi permite autocratului să-și adune sprijin intern.
Regimurile autocratice din secolul XXI s-au îndepărtat de guvernarea directă în favoarea unor instituții care seamănă cu cele ale guvernelor democratice. Acestea pot include libertăți pentru cetățeni, precum formarea de partide de opoziție pentru a participa la alegeri falsificate. Alegerile oferă mai multe beneficii regimurilor autocratice, creând o metodă de transfer al puterii fără conflicte violente. Mulți autocrați instituie procese de judecată publice pentru a efectua represiune politică. Înainte de această tendință, alegerile autocratice se făceau fără participarea publicului larg.

## Studiu și evaluare

Indicele democrației Economist 2022: autocrațiile sunt colorate în portocaliu și roșu.

Guvernul autocratic a fost esențial pentru teoria politică încă de la dezvoltarea filosofiei politice grecești antice. În ciuda importanței sale istorice, autocrația nu a fost recunoscută pe scară largă, așa cum a făcut-o democrația. Guvernarea autocratică este, în general, considerată a fi mai puțin dorită decât guvernul democratic. Motivele acestui fapt includ tendința autocrației către corupție și violență.
Din punct de vedere istoric, datele privind funcționarea guvernării autocratice au fost limitate, împiedicând un studiu detaliat. Studiul autocrației postcoloniale din Africa a fost limitat, deoarece aceste guverne nu păstrau înregistrări detaliate ale activităților lor în comparație cu alte guverne.
S-a constatat că guvernarea autocratică are efecte asupra politicii unei țări, inclusiv asupra structurii guvernului și asupra birocrației sale, la mult timp după ce se instaurează democrația în locul ei.
Comparațiile între regiuni au găsit diferențe în atitudinile cetățenilor și preferințele politice ale acestora. Este mai probabil ca cetățenii națiunilor postcomuniste să nu aibă încredere în guvern, împiedicând direct prosperitatea economică pe termen lung a acestor țări. Xenofobia este, în general, mai frecventă în națiunile post-autocratice, iar alegătorii au mai multe șanse să voteze pentru partidele politice de extremă-dreapta sau de extrema stângă. Mulți indici ai democrației au fost dezvoltați pentru a măsura dacă țările sunt democratice sau autocratice, cum ar fi seria de date Polity, raportul Freedom in the World și indicii Varieties of Democracy. Acești indici măsoară diferite atribute ale acțiunilor unui guvern și drepturile cetățenilor săi. Aceste atribute pot include, printre altele, libertatea de vot, libertatea de exprimare, libertatea de informare, separarea puterilor sau alegerile libere și corecte. Atât alegerea atributelor, cât și metoda de măsurare a acestora sunt subiective și sunt definite individual pentru fiecare indice. Totuși, diferiți indici de democrație produc în general rezultate similare.
Conceptele de tiranie și despotism ca moduri distincte de guvernare au fost abandonate în secolul al XIX-lea în favoarea unor tipologii mai specifice. Tipologia modernă a regimurilor autocratice provine din opera lui Juan Linz la mijlocul secolului al XX-lea, când diviziunea sa a democrației, autoritarismului și totalitarismului a fost acceptată. Prima teorie generală a autocrației care a definit-o independent de alte sisteme a fost creată de Gordon Tullock în 1974. La sfârșitul Războiului Rece, teoria sfârșitului istoriei a lui Francis Fukuyama a devenit populară printre oamenii de știință politică. În anii 2010, conceptul de „promovare a autocrației” a devenit influent în studiul autocrației.